# دشتمارم (فين)
دشتمارم (بالفارسية: دشتمارم) هي قرية تقع في إيران في قسم فين الريفي. يقدر عدد سكانها بـ 437 نسمة بحسب إحصاء 2016.